# Fût (typographie)
Pour les articles homonymes, voir Fût et haste (typographie).
En typographie, le fût, aussi appelé hampe, haste ou montant, est le trait vertical principal d'un caractère.
Il peut aussi être diagonal et est alors généralement appelé une diagonale.
| - Les fûts de lettres B, L, T et f, d, p. - Les fûts diagonaux, aussi appelés diagonales, des lettres A, K et x, y |